# Rally van Corsica 2007
De Rally van Corsica 2007, formeel 51ème Tour de Corse - Rallye de France, was de 51e editie van de Rally van Corsica en de dertiende ronde van het wereldkampioenschap rally in 2007. Het was de 436e rally in het wereldkampioenschap rally die georganiseerd wordt door de Fédération Internationale de l'Automobile (FIA). De start en finish was in Ajaccio.

## Programma
| Etappe | Datum               | Klassementsproeven | Competitieve afstand |
| ------ | ------------------- | ------------------ | -------------------- |
| 1      | Vrijdag 12 oktober  | 6                  | 124,28 kilometer     |
| 2      | Zaterdag 13 oktober | 6                  | 122,94 kilometer     |
| 3      | Zondag 14 oktober   | 4                  | 112,10 kilometer     |
|        |                     |                    |                      |
| Totaal | Totaal              | 16                 | 354,18 kilometer     |

## Resultaten
| Algemene top tien | Algemene top tien | Algemene top tien  | Algemene top tien          | Algemene top tien | Algemene top tien | Algemene top tien | Algemene top tien |
| Pos.              | #                 | Rijder             | Auto                       | Gr/kl             | Tijd              | Eerste            | Punten            |
| Pos.              | #                 | Navigator          | Inschrijving               | C                 | Straftijd         | Vorige            | Punten            |
| ----------------- | ----------------- | ------------------ | -------------------------- | ----------------- | ----------------- | ----------------- | ----------------- |
| 1.                | 1                 | Sébastien Loeb     | Citroën C4 WRC             | A8                | 3:28:31,5         | 0:00              | 10                |
| 1.                | 1                 | Daniel Elena       | Citroën Total WRT          | C                 |                   | =                 | 10                |
| 2.                | 3                 | Marcus Grönholm    | Ford Focus RS WRC 07       | A8                | 3:28:55,2         | + 23,7            | 8                 |
| 2.                | 3                 | Timo Rautiainen    | BP Ford World Rally Team   | C                 |                   | + 23,7            | 8                 |
| 3.                | 2                 | Daniel Sordo       | Citroën C4 WRC             | A8                | 3:29:15,8         | + 44,3            | 6                 |
| 3.                | 2                 | Marc Martí         | Citroën Total WRT          | C                 |                   | + 20,6            | 6                 |
| 4.                | 9                 | Jari-Matti Latvala | Ford Focus RS WRC 06       | A8                | 3:31:02,0         | + 2:30,5          | 5                 |
| 4.                | 9                 | Miikka Anttila     | Stobart VK Ford Rally Team | C                 |                   | + 1:46,2          | 5                 |
| 5.                | 7                 | Petter Solberg     | Subaru Impreza S12B WRC 07 | A8                | 3:31:13,6         | + 2:42,1          | 4                 |
| 5.                | 7                 | Phil Mills         | Subaru World Rally Team    | C                 |                   | + 11,6            | 4                 |
| 6.                | 8                 | Chris Atkinson     | Subaru Impreza S12B WRC 07 | A8                | 3:32:25,3         | + 3:53,8          | 3                 |
| 6.                | 8                 | Stéphane Prévot    | Subaru World Rally Team    | C                 |                   | + 1:11,7          | 3                 |
| 7.                | 15                | Jan Kopecký        | Škoda Fabia WRC            | A8                | 3:36:34,4         | + 8:02,9          | 2                 |
| 7.                | 15                | Filip Schovánek    | Czech Rally Team Kopecký   | A8                |                   | + 4:09,1          | 2                 |
| 8.                | 17                | Xavier Pons        | Subaru Impreza S12B WRC 07 | A8                | 3:38:05,7         | + 9:34,2          | 1                 |
| 8.                | 17                | Xavier Amigò       | Subaru World Rally Team    | A8                |                   | + 1:31,3          | 1                 |
| 9.                | 10                | Henning Solberg    | Ford Focus RS WRC 06       | A8                | 3:38:43,7         | + 10:12,2         |                   |
| 9.                | 10                | Cato Menkerud      | Stobart VK Ford Rally Team | C                 |                   | + 38,0            |                   |
| 10.               | 69                | Daniel Solà        | Peugeot 207 S2000          | N4                | 3:46:29,1         | + 17:57,6         |                   |
| 10.               | 69                | Carlos del Barrio  | Twister Corse              | N4                |                   | + 7:45,4          |                   |
| DNF top tien      |                   |                    |                            |                   |                   |                   |                   |
| Pos.              | #                 | Rijder             | Auto                       | Gr/kl             | KP                | Reden             | Reden             |
| Pos.              | #                 | Navigator          | Inschrijving               | C                 | KP                | Reden             | Reden             |
| DNF               | 6                 | François Duval     | Citroën Xsara WRC          | A8                | 13                | Dynamo            | Dynamo            |
| DNF               | 6                 | Patrick Pivato     | OMV Kronos Citroën WRT     | C                 | 13                | Dynamo            | Dynamo            |
| DNF               | 16                | Matthew Wilson     | Ford Focus RS WRC 06       | A8                | 15                | Versnellingsbak   | Versnellingsbak   |
| DNF               | 16                | Michael Orr        | Stobart VK Ford Rally Team | A8                | 15                | Versnellingsbak   | Versnellingsbak   |
| EX                | 20                | Andreas Mikkelsen  | Ford Focus RS WRC 04       | A8                | 13                | Uitgesloten       | Uitgesloten       |
| EX                | 20                | Ola Fløene         | Ramsport                   | A8                | 13                | Uitgesloten       | Uitgesloten       |
| DNF               | 32                | Urmo Aava          | Suzuki Swift S1600         | A6                | 8                 | Ongeluk           | Ongeluk           |
| DNF               | 32                | Kuldar Sikk        | Urmo Aava                  | A6                | 8                 | Ongeluk           | Ongeluk           |
| DNF               | 42                | Aigar Pärs         | Suzuki Swift S1600         | A6                | 7                 | Ongeluk           | Ongeluk           |
| DNF               | 42                | Ken Järveoja       | Aigar Pärs                 | A6                | 7                 | Ongeluk           | Ongeluk           |
| DNF               | 50                | Gilles Schammel    | Citroën C2 R2              | A6                | 7                 | Motor             | Motor             |
| DNF               | 50                | Renaud Jamoul      | JPS Junior Team Luxembourg | A6                | 7                 | Motor             | Motor             |
| EX                | 61                | Alain Vauthier     | Peugeot 206 WRC            | A8                | 13                | Uitgesloten       | Uitgesloten       |
| EX                | 61                | François Ravault   | Alain Vauthier             | A8                | 13                | Uitgesloten       | Uitgesloten       |
| DNF               | 66                | José Micheli       | Peugeot 307 WRC            | A8                | 15                | Mechanisch        | Mechanisch        |
| DNF               | 66                | Virginie Dejoye    | José Micheli               | A8                | 15                | Mechanisch        | Mechanisch        |
| DNF               | 75                | Pierre Natalie     | Mitsubishi Lancer Evo VIII | N4                | 14                | Mechanisch        | Mechanisch        |
| DNF               | 75                | Gilbert Dini       | Pierre Natalie             | N4                | 14                | Mechanisch        | Mechanisch        |
| DNF               | 76                | Marc Leandri       | Mitsubishi Lancer Evo VIII | N4                | 13                | Mechanisch        | Mechanisch        |
| DNF               | 76                | Eric Buresi        | Marc Leandri               | N4                | 13                | Mechanisch        | Mechanisch        |

| JWRC top drie | JWRC top drie   | JWRC top drie |
| Pos.          | Rijder          | Pnt.          |
| ------------- | --------------- | ------------- |
| 1             | Martin Prokop   | 10            |
| 2             | Jozef Béreš jr. | 8             |
| 3             | Yoann Bonato    | 6             |

## Statistieken

#### Klassementsproeven
| Etappe | Datum      | KP | Starttijd | Naam                                       | Lengte   | Snelste rijder  | Tijd          | Gem. snelheid | Rallyleider     |
| ------ | ---------- | -- | --------- | ------------------------------------------ | -------- | --------------- | ------------- | ------------- | --------------- |
| 1      | 12 oktober | 1  | 8:38      | Monti Rossu - Pila Canale 1                | 18,10 km | Neutralisatie   | Neutralisatie | Neutralisatie | geen            |
| 1      | 12 oktober | 2  | 9:46      | Belvedere - Bocca Albitrina 1              | 16,62 km | Marcus Grönholm | 9:14,8        | 107,84 km/u   | Marcus Grönholm |
| 1      | 12 oktober | 3  | 10:44     | Arbellara - Aullène 1                      | 27,42 km | Marcus Grönholm | 15:34,6       | 105,62 km/u   | Marcus Grönholm |
| 1      | 12 oktober | 4  | 14:02     | Monti Rossu - Pila Canale 2                | 18,10 km | Sébastien Loeb  | 9:59,0        | 108,78 km/u   | Marcus Grönholm |
| 1      | 12 oktober | 5  | 15:10     | Belvedere - Bocca Albitrina 2              | 16,62 km | Sébastien Loeb  | 9:14,8        | 108,37 km/u   | Sébastien Loeb  |
| 1      | 12 oktober | 6  | 16:08     | Arbellara - Aullène 2                      | 27,42 km | Sébastien Loeb  | 15:25,1       | 106,70 km/u   | Sébastien Loeb  |
|        |            |    |           |                                            |          |                 |               |               | Sébastien Loeb  |
| 2      | 13 oktober | 7  | 8:58      | Carbuccia - Scalella 1                     | 21,88 km | Sébastien Loeb  | 14:15,1       | 92,12 km/u    | Sébastien Loeb  |
| 2      | 13 oktober | 8  | 11:31     | Calcatoggio - Plage du Liamone 1           | 26,55 km | Sébastien Loeb  | 17:47,3       | 89,55 km/u    | Sébastien Loeb  |
| 2      | 13 oktober | 9  | 11:29     | Vico - Col St. Roch 1                      | 13,04 km | Sébastien Loeb  | 8:39,6        | 90,35 km/u    | Sébastien Loeb  |
| 2      | 13 oktober | 10 | 14:22     | Carbuccia - Scalella 2                     | 21,88 km | Daniel Sordo    | 14:19,7       | 92,62 km/u    | Sébastien Loeb  |
| 2      | 13 oktober | 11 | 15:55     | Calcatoggio - Plage du Liamone 2           | 26,55 km | Sébastien Loeb  | 17:48,3       | 89,47 km/u    | Sébastien Loeb  |
| 2      | 13 oktober | 12 | 16:53     | Vico - Col St. Roch 2                      | 13,04 km | Sébastien Loeb  | 8:38,6        | 90,52 km/u    | Sébastien Loeb  |
|        |            |    |           |                                            |          |                 |               |               | Sébastien Loeb  |
| 3      | 14 oktober | 13 | 8:53      | Penitencier Coti Chiavari - Pietra Rossa 1 | 24,24 km | Sébastien Loeb  | 14:38,7       | 99,31 km/u    | Sébastien Loeb  |
| 3      | 14 oktober | 14 | 9:36      | Pont de Calzola - Agosta 1                 | 31,81 km | Daniel Sordo    | 18:54,6       | 100,93 km/u   | Sébastien Loeb  |
| 3      | 14 oktober | 15 | 12:19     | Penitencier Coti Chiavari - Pietra Rossa 2 | 24,24 km | Daniel Sordo    | 14:40,5       | 99,11 km/u    | Sébastien Loeb  |
| 3      | 14 oktober | 16 | 13:02     | Pont de Calzola - Agosta 2                 | 31,81 km | Daniel Sordo    | 18:56,0       | 100,81 km/u   | Sébastien Loeb  |

| KP overwinningen | KP overwinningen |
| Rijder           | Aantal           |
| ---------------- | ---------------- |
| Sébastien Loeb   | 9                |
| Daniel Sordo     | 4                |
| Marcus Grönholm  | 2                |

## Kampioenschap standen

#### Rijders
|   | Pos. | Rijder          | Pnt. |
| - | ---- | --------------- | ---- |
| = | 1    | Marcus Grönholm | 104  |
| = | 2    | Sébastien Loeb  | 100  |
| = | 3    | Mikko Hirvonen  | 74   |
| = | 4    | Daniel Sordo    | 45   |
| = | 5    | Petter Solberg  | 38   |

#### Constructeurs
|   | Pos. | Constructeur               | Pnt. |
| - | ---- | -------------------------- | ---- |
| = | 1    | BP Ford World Rally Team   | 179  |
| = | 2    | Citroën Total WRT          | 147  |
| = | 3    | Subaru World Rally Team    | 71   |
| = | 4    | Stobart VK Ford Rally Team | 64   |
| = | 5    | OMV Kronos Citroën WRT     | 39   |

- Noot: Enkel de top 5-posities worden in beide standen weergegeven.